# يوجين غريس
يوجين غريس (بالإنجليزية: Eugene Grace)‏ هو صناعي أمريكي، ولد في 27 أغسطس 1876 في Cape May ‏ في الولايات المتحدة، وتوفي في 7 يوليو 1960.